# Andrea Russotto
Andrea Russotto (Roma, Italia, 25 de mayo de 1988) es un futbolista italiano. Juega como segunda punta y su actual equipo es el Siracusa Calcio 1924 de la Serie D de Italia.

## Trayectoria
Russotto creció en las categorías inferiores del Lazio de Roma. En 2004 fue contratado por el Bellinzona suizo: en la Challenge League (2.ª división suiza) jugó 9 partidos y marcó un gol, con sólo 16 años de edad. En enero de 2005 pasó a préstamo al Lodigiani, club de su ciudad natal; en la temporada 2005/06 fue cedido a préstamo al Treviso, con el que hizo su debut en Serie A (Treviso-Fiorentina 1-3).
Tras 3 años en Véneto, el 24 de julio de 2008 fue cedido a préstamo al Napoli. Tras una temporada con el conjunto partenopeo, el club azzurro decidió no hacer uso de la opción de compra por lo cual el jugador regresara a las filas del Bellinzona.
 A comienzos del año 2010 fue cedido al Crotone de la Serie B.
El 31 de agosto de 2011 pasó al Livorno, totalizando sólo 3 presencias. El 31 de enero de 2012 fue transferido al Carrarese, firmando un contrato de 6 meses y marcando un gol contra el Südtirol de Bolzano. El 31 de octubre del mismo año fichó por el Catanzaro.

## Selección nacional
Russotto ha disputado varios partidos con las selecciones juveniles de Italia: 4 con la sub-15, 14 con la sub-16 (5 goles), 11 con la sub-17 (3 goles), 2 con la sub-18, 1 con la sub-19, 3 con la sub-20, 9 con la sub-21 (2 goles). 

Con la selección olímpica de Italia participó en los Juegos Olímpicos de Pekín 2008.

## Clubes
| Club                 | País   | Año       |
| -------------------- | ------ | --------- |
| AC Bellinzona        | Suiza  | 2004-2005 |
| Cisco Lodigiani      | Italia | 2005      |
| Treviso FC           | Italia | 2005-2008 |
| SSC Napoli           | Italia | 2008-2009 |
| AC Bellinzona        | Suiza  | 2009-2010 |
| FC Crotone           | Italia | 2010      |
| AS Livorno           | Italia | 2011-2012 |
| Carrarese Calcio     | Italia | 2012      |
| US Catanzaro         | Italia | 2012-2015 |
| Calcio Catania       | Italia | 2015-2018 |
| Sambenedettese       | Italia | 2018-2019 |
| Cavese               | Italia | 2019-2021 |
| Calcio Catania       | Italia | 2021-2022 |
| Calcio Catania       | Italia | 2022-2023 |
| Siracusa Calcio 1924 | Italia | 2023-Act. |